# Tsukiji-guchi (metropolitana di Nagoya)
Tsukiji-guchi (築地口駅?, Tsukiji-guchi-eki) è una stazione della metropolitana di Nagoya situata nel quartiere di Minato-ku, a Nagoya, ed è servita dalla linea Meikō, la diramazione per il porto di Nagoya della linea Meijō.

## Linee
Metropolitana di Nagoya
 Linea Meikō

## Struttura
La stazione è sotterranea, e possiede due marciapiedi laterali con due binari passanti.
| 1 | Linea Meikō | per Nagoyakō                |
| 2 | Linea Meikō | per Kanayama, Sakae e Ōzone |

## Stazioni adiacenti
| «           | Servizio    | »                |
| Linea Meikō | Linea Meikō | Linea Meikō      |
| ----------- | ----------- | ---------------- |
| Nagoyakō    | -           | Minato Kuyakusho |